# Bahnhof Feldkirch
Der Bahnhof Feldkirch ist der Bahnhof der österreichischen Stadt Feldkirch in Vorarlberg. Er befindet sich im nördlich gelegenen Ortsteil Levis zwischen dem Ardetzenberg und dem Känzele, die Anschrift lautet Bahnhofstraße 40–42. Der Abzweigbahnhof wird von den Österreichischen Bundesbahnen (ÖBB) betrieben, liegt an der Bahnstrecke Lindau–Bludenz und ist Ausgangspunkt der Bahnstrecke Feldkirch–Buchs. Untertags verkehren stündlich Railjetzüge von und nach Wien, die ab Feldkirch abwechselnd nach Zürich oder Bregenz weiterfahren beziehungsweise abwechselnd aus Zürich oder Bregenz kommen.

## Geschichte

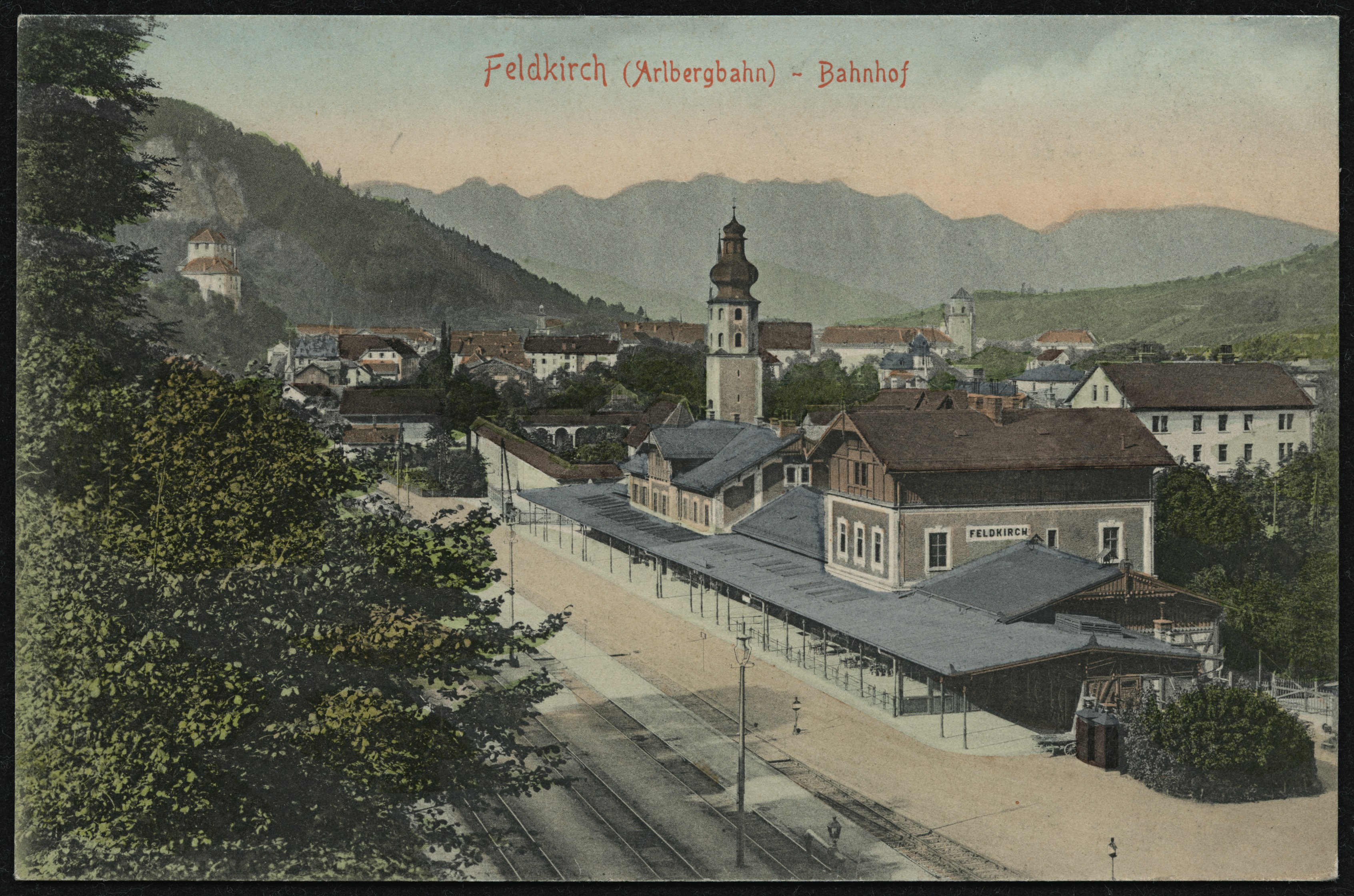
Historische Ansichtskarte des Bahnhofes Feldkirch, bereits mit den Erweiterungsbauten der Staatsbahn (1899)

Der Bahnhof wurde am 1. Juli 1872 von der privaten Vorarlberger Bahn, die in Feldkirch auch ihren Betriebssitz, ihre Heizhausleitung und ihre Werkstätten hatte, als Durchgangsbahnhof eröffnet und fungierte schließlich ab Eröffnung der Zweigstrecke nach Buchs am 24. Oktober gleichen Jahres als Trennungsbahnhof. Trotz der Nähe Feldkirchs zu Liechtenstein und zur Schweiz einigten sich Österreich-Ungarn und die Eidgenossenschaft seinerzeit auf den Bahnhof Buchs als gemeinsamen Zoll- und Grenzbahnhof. Ursächlich hierfür war die, bis 1920 geltende, zoll- und währungspolitische Zugehörigkeit Liechtensteins zu Österreich.
Das ursprüngliche Aufnahmsgebäude wurde ab 1884 von den mittlerweile zuständigen k.k. Staatsbahnen immer wieder erweitert, da Feldkirch infolge Eröffnung der Arlbergbahn an Bedeutung gewann. Zudem bestimmte die Staatsbahn Feldkirch, neben Wien, Linz, Salzburg, Steyr und Villach, zu einem ihrer sechs Oberbahnbetriebsämter. Der Feldkircher Heizhausleitung unterstanden ferner die Nebenstellen in Bregenz und Bludenz.
Am 6. August 1926 wurde in Feldkirch der elektrische Betrieb aufgenommen, als die Oberleitung von Bludenz her kommend westwärts verlängert wurde. Abweichend von den übrigen Bahnhöfen der Region kam im Bahnhof Feldkirch statt einer Jochkonstruktion eine Querseilaufhängung mit geerdetem oberen und spannungsführendem unteren Richtseil zur Anwendung. Sowohl Nachspannung als auch Streckentrennung bildete man zweifeldrig mit zwei gegenüberstehenden Auslegermasten und Fahrdrahtnäherung aus, den Festpunkt mit gespreiztem Ausleger.
Nach dem Anschluss Österreichs an das nationalsozialistische Deutschland am 11./12./13. März 1938 fungierte Feldkirch bis 1945 vorübergehend als Grenzbahnhof zu Liechtenstein und zur Schweiz. Das Zollamt im Bahnhof Feldkirch, zuvor lediglich ein Inlandszollamt, spielte dabei eine wichtige Rolle. Ab dem 12. März 1938 hatte es die Devisenkontrolle der Schnellzugreisenden nach Liechtenstein und in die Schweiz zu übernehmen. Schon am 13. März 1938 kam es dabei seitens einheimischer Vorarlberger SS-Leute zu antisemitischen Ausschreitungen gegenüber angereisten Juden. Sie wurden mit „Saujud“ angeschrien, es wurden ihnen die Fingerringe abgezogen und den Frauen der Schmuck heruntergerissen. Mit Einführung des Deutschen Zollgesetzes am 1. April 1939 wurde schließlich in Feldkirch die Eisenbahngrenzzollstelle für den gesamten Warenverkehr auf der Strecke Feldkirch–Buchs SG eingerichtet. Als im September 1939 der Krieg ausbrach, wurde das Zollamt in den „verstärkten Grenzaufsichtsdienst“ einbezogen. Es ging um eine „möglichst hundertprozentige Grenzsicherung“ des Waren- und Personenreiseverkehrs und um die Abwehr von Spionage, Sabotage, Propaganda und staatsfeindlicher Betätigung. Zu diesem Zweck wurden sämtliche Bahnreisenden am Bahnhof Feldkirch einer Leibesvisitation unterzogen. Die Bahnanlagen wurden außerdem durch Polizei abgeriegelt.
Die Deutsche Reichsbahn nannte den Bahnhof zum 6. Oktober 1940 in Feldkirch (Vorarlberg) um, um Verwechslungen mit der Station der elsässischen Gemeinde Feldkirch zu vermeiden. Zudem nahm sie im gleichen Jahr nördlich des Bahnhofs eine Verbindungskurve in Betrieb. Diese ermöglichte Fahrten aus Richtung Lindau in Richtung Buchs SG und umgekehrt, das heißt ohne Fahrtrichtungswechsel in Feldkirch. Sie wurde mit Kriegsende im Jahr 1945 allerdings wieder aufgelassen und später abgetragen, ebenso verlor der Bahnhof den Zusatz Vorarlberg nach dem Krieg wieder.
1951 ersuchte der Vorarlberger Landtag die Landesregierung, sich beim österreichischen Verkehrsministerium dafür einzusetzen, dass der gemeinsame Zollbahnhof von Buchs nach Feldkirch verlagert werde. Als Begründung wurde angegeben, „dies sei für Vorarlberg und vor allem für Feldkirch von großem wirtschaftlichen Nutzen im Zusammenhang mit den internationalen Transportgeschäften“. Letztlich blieb die Petition erfolglos; 1952 schlossen die ÖBB und die Schweizerischen Bundesbahnen einen weiteren Zehnjahresvertrag über den Beibehalt von Buchs als Grenzbahnhof ab. 1959 trat die Schweiz einem 1956 von Österreich und weiteren europäischen Staaten ratifiziertem Abkommen zur Regelung des grenzüberschreitenden Eisenbahn-Reiseverkehrs bei. Auch im Rahmen dieses Vertrages einigten Österreich und die Schweiz sich auf den Bahnhof Buchs als gemeinsamen Grenzbahnhof.
In den 1960er Jahren wurde das alte Aufnahmsgebäude abgerissen, bevor Anfang 1969 das neue in Betrieb ging. Die Inbetriebnahme des neuen, zweigleisigen Schattenburgtunnels im Jahr 1991 erforderte den Umbau der Feldkircher Gleisanlagen. Die Zufahrt zum alten, eingleisigen Tunnel, dessen Südportal Anfang der 2000er Jahre im Zuge des Baues einer Straße zugeschüttet wurde, dient seither nur noch als Ausziehgleis für Verschubfahrten. Dieses endet kurz vor dem inzwischen verschlossenen Nordportal. In den 1980er Jahren wurde zudem die Wagenwerkstätte, die früher auch für die schmalspurige Bregenzerwaldbahn zuständig war, zum neuen Verschiebebahnhof nach Wolfurt verlegt.
Von 2004 bis 2006 wurde der Bahnhof im Rahmen der ÖBB-Bahnhofsinitiative erneut renoviert und barrierefrei umgebaut. Dabei wurden die fünf jeweils 55 cm hohen Bahnsteige, darunter neben dem Hausbahnsteig zwei Mittelbahnsteige, und die Unterführung erneuert sowie die Bahnhofshalle von 1969 im Inneren umgestaltet. Infolgedessen wurde der Bahnhof im Jahr 2010 im Rahmen einer Befragung des VCÖ von den befragten Fahrgästen zum sechstschönsten Bahnhof Österreichs gewählt.

## Bedienung

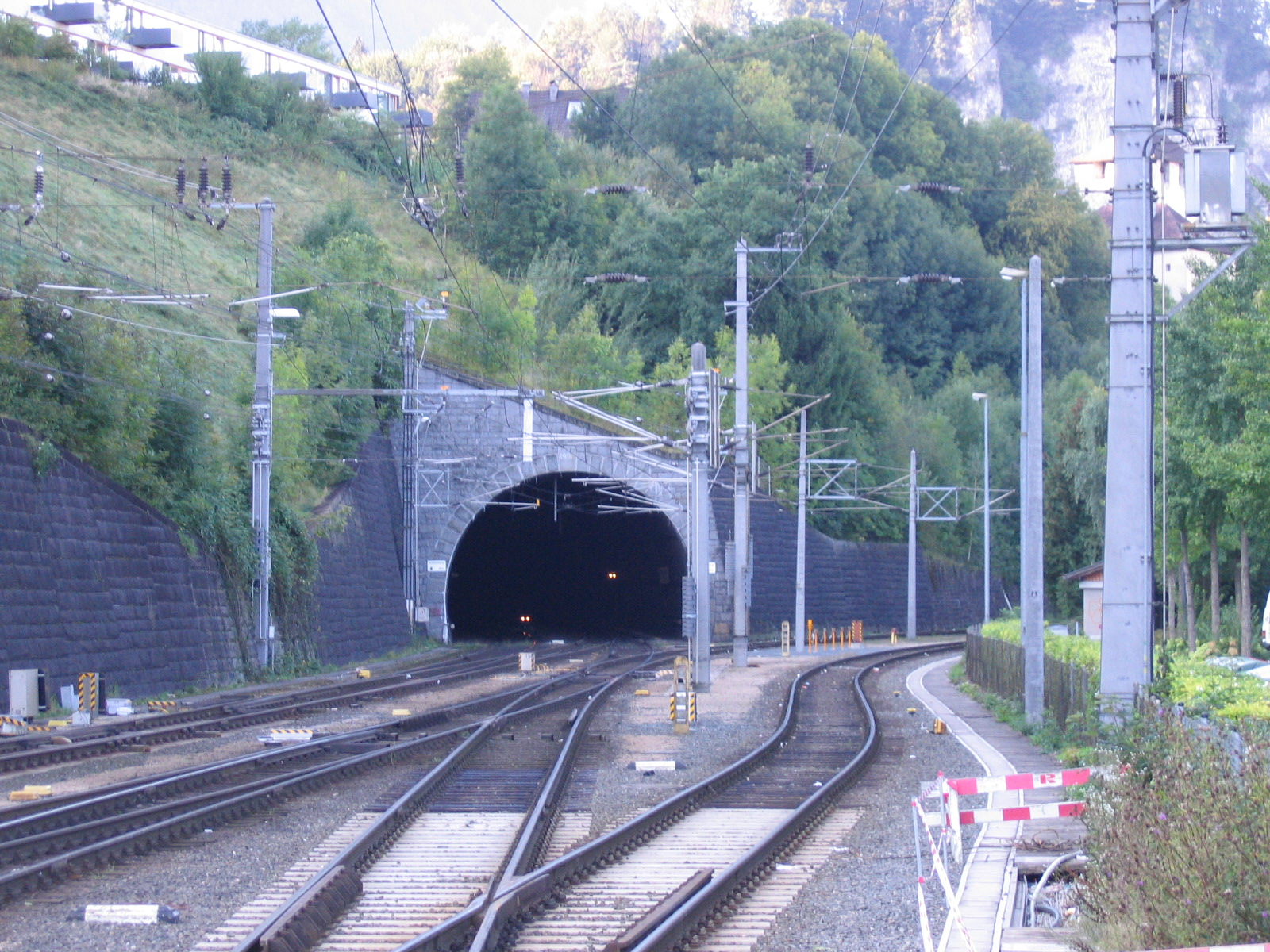
Blick zum neuen Schattenburgtunnel Richtung Bludenz, rechts die als Verschubgleis dienende Zufahrt zum alten Tunnel

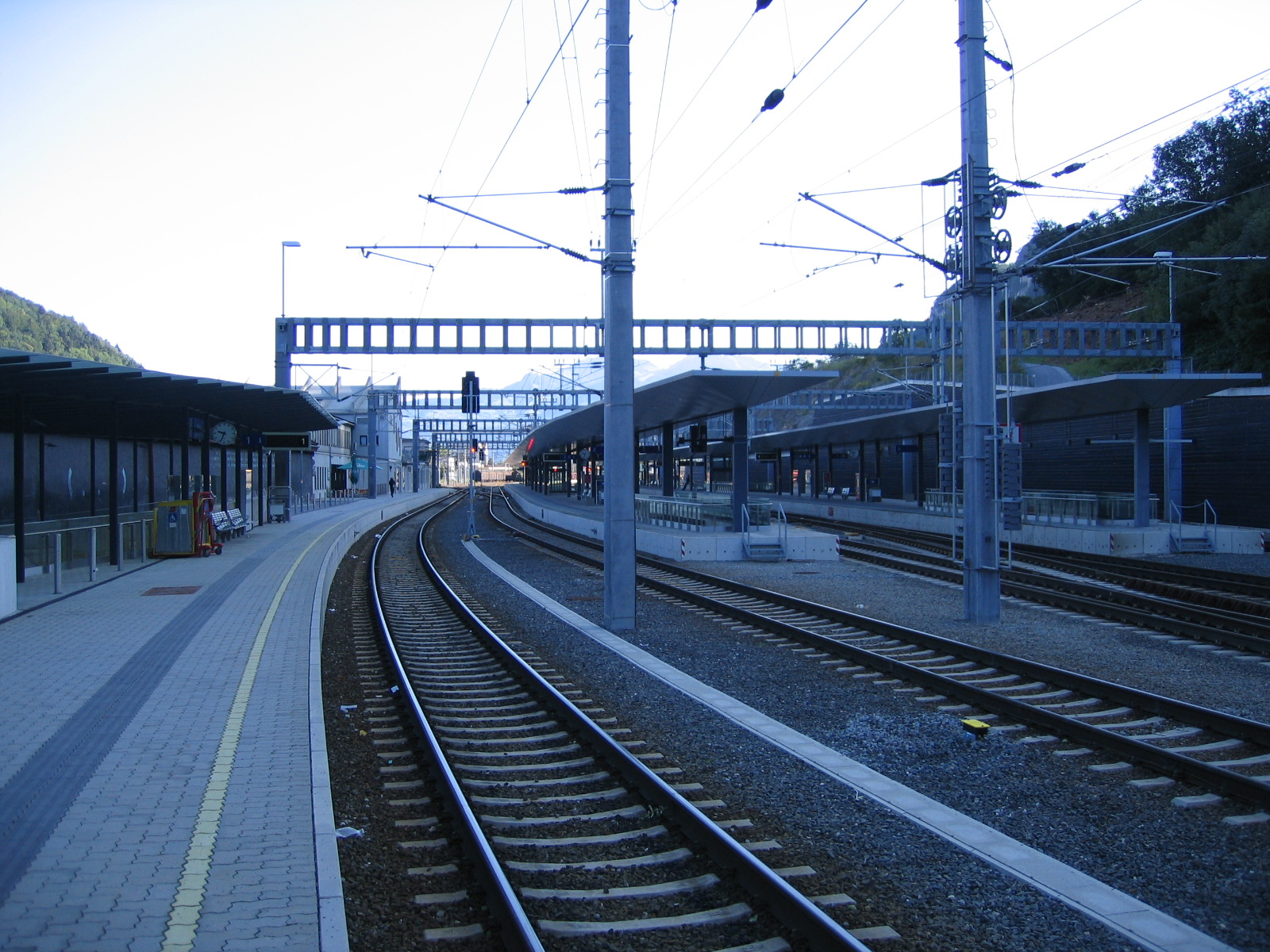
Gekrümmter Hausbahnsteig des Bahnhofs Feldkirch, Blick Richtung Bregenz

Im Schienenpersonenfernverkehr wird Feldkirch von Railjet-Zügen auf der Strecke Flughafen Wien / Budapest Keleti –Wien Hbf –Bludenz –Feldkirch –Zürich HB / Bregenz bedient, zusätzlich verkehren ein Eurocity- und drei Nightjet-Zugpaare. Regionalzüge fahren nach Lindau, Buchs SG und Schruns, weiterhin wird der Bahnhof von der Linie S1 der S-Bahn Vorarlberg angefahren. Der Bahnhof Feldkirch dient zudem als Verladebahnhof für die Autoreisezüge von/nach Bregenz und Zürich über Feldkirch nach/von Wien, Graz und Villach.
| Zuggattung/Linie | Verlauf | Takt                                                    |
| ---------------- | --- | ------------------------------------------------------- |
| ICE 32           | (Dortmund → Hagen → Wuppertal → Solingen) / (Münster ← Recklinghausen ← Wanne-Eickel ← Gelsenkirchen ← Duisburg ← Düsseldorf) – Köln Messe/Deutz – Siegburg/Bonn – Montabaur – Wiesbaden – Mainz – Mannheim – Heidelberg – Stuttgart – Ulm – Biberach – Ravensburg – Friedrichshafen – Lindau-Reutin – Bregenz – (Riedenburg ←) Dornbirn – (Hohenems ← Rankweil ←) Feldkirch – Bludenz – Langen – St. Anton – Landeck-Zams – Ötztal – Innsbruck | Ein Zugpaar (ICE 118/119) täglich                       |
| Railjet          | (Budapest / Bratislava / Flughafen Wien) – Wien – Wien Meidling – St. Pölten – Linz – Salzburg – Kufstein – Wörgl – Innsbruck – Ötztal – Landeck-Zams – St. Anton am Arlberg – Bludenz – Feldkirch – Buchs SG – Sargans – Zürich | 120 Minuten                                             |
| Railjet          | (Flughafen Wien –) Wien – Wien Meidling – St. Pölten – Linz – Salzburg – Wörgl – Jenbach – Innsbruck – Imst-Pitztal – Landeck-Zams – Langen am Arlberg – Bludenz – Feldkirch – Dornbirn – Bregenz (– Frankfurt Hauptbahnhof) | 120 Minuten                                             |
| Railjet          | München Hbf – München Ost – Rosenheim – Kufstein – Wörgl – Jenbach – Innsbruck – Telfs-Pfaffenhofen – Ötztal – Imst-Pitztal – Landeck-Zams – St. Anton am Arlberg – Langen am Arlberg – Bludenz – Feldkirch | Ein Zugpaar pro Woche (saisonal)                        |
| ÖBB Nightjet     | Wien – Wien Meidling – St. Pölten – Amstetten – (St. Valentin –) Linz – Wels – Attnang-Puchheim – Vöcklabruck – Salzburg – Innsbruck – Ötztal – Imst-Pitztal – Landeck-Zams – St. Anton am Arlberg – Langen am Arlberg – Bludenz – Feldkirch – Rankweil – Götzis – Hohenems – Dornbirn – Bregenz | Ein Zugpaar täglich                                     |
| ÖBB Nightjet     | Wien – Wien Meidling – St. Pölten – Amstetten – Linz – Wels – Attnang-Puchheim – Salzburg – Innsbruck – Landeck-Zams – Bludenz – Feldkirch – Buchs SG – Sargans – Zürich mit EuroNight-Kurswagen Budapest – Zürich | Ein Zugpaar täglich                                     |
| ÖBB Nightjet     | Graz – Bruck an der Mur – Leoben – St. Michael – Selzthal – Liezen – Stainach-Irdning – Schladming – Bischofshofen – Schwarzach-St. Veit – Innsbruck – Landeck-Zams – St. Anton am Arlberg – Langen am Arlberg – Bludenz – Feldkirch – Buchs SG – Sargans – Zürich mit EuroNight-Kurswagen Zagreb – Zürich | Ein Zugpaar täglich                                     |
| EuroCity         | Graz – Leoben – St. Michael – Selzthal – Liezen – Stainach-Irdning – Schladming – Radstadt – Bischofshofen – St. Johann im Pongau – Schwarzach-St. Veit – Zell am See – Saalfelden – St. Johann in Tirol – Kitzbühel – Kirchberg in Tirol – Wörgl – Jenbach – Innsbruck – Ötztal – Landeck-Zams – St. Anton am Arlberg – Bludenz – Feldkirch – Buchs SG – Sargans – Zürich                                                                      | Ein Zugpaar täglich                                     |
| Westbahn         | Wien Westbahnhof – Wien Hütteldorf – St. Pölten – Amstetten – Linz – Wels – Attnang-Puchheim – Vöcklabruck – Salzburg – Kufstein – Wörgl – Jenbach – Innsbruck Hauptbahnhof – Innsbruck Westbahnhof – Imst-Pitztal – Landeck-Zams – St. Anton am Arlberg – Bludenz – Frastanz – Feldkirch – Rankweil – Götzis – Altach – Hohenems – Dornbirn – Riedenburg – Bregenz (– Lindau-Reutin – Lindau-Insel)                                            | Zwei Zugpaare täglich                                   |
| REX 1            | Lindau-Insel – Lindau-Reutin – Lochau-Hörbranz – Bregenz Hafen – Bregenz – Riedenburg – Dornbirn – Hohenems – Götzis – Rankweil – Feldkirch – Frastanz – Nenzing – Bludenz | 30 Minuten (außer bei Überschneidung mit einem Railjet) |
| S 1 R 1          | (Lindau-Insel – Lindau-Reutin – Lochau-Hörbranz –) Bregenz Hafen – Bregenz – Riedenburg – Lauterach – Wolfurt – Schwarzach – Haselstauden – Dornbirn – Dornbirn-Schoren – Hatlerdorf – Hohenems – Altach – Götzis – Klaus in Vorarlberg – Sulz-Röthis – Rankweil – Feldkirch Amberg – Feldkirch – Frastanz – Schlins-Beschling – Nenzing – Ludesch – Nüziders – Bludenz                                                                         | 30 Minuten (an Wochenendnächten 60 Minuten)             |
| S 2 R 2          | Feldkirch – Altenstadt – Gisingen – Tisis – Nendeln – Forst Hilti – Schaan-Vaduz – Buchs SG | einzelne Zugpaare                                       |
| R 5              | St. Margrethen – Lustenau – Lauterach – Wolfurt – Schwarzach – Haselstauden – Dornbirn (– Dornbirn-Schoren – Hohenems – Götzis – Klaus in Vorarlberg – Rankweil – Feldkirch) | einzelne Zugpaare                                       |

Stand: Dezember 2024

## Ehemalige Wagenwerkstätte und Lehrwerkstätte
Im nordöstlichen Bereich des Bahnhofes, nahe dem Levner Weiher, befinden sich die ehemalige Wagenwerkstätte, heute ÖBB Technische Services GmbH, und die ehemalige Lehrwerkstätte der ÖBB. Im Jahr 2019 kaufte die Stadt Feldkirch das Grundstück und die Gebäude der in die Jahre gekommenen Lehrwerkstätte. Der Lehrbetrieb lief in dieser zunächst weiter und findet seit dem 1. September 2020 in einem Neubau im Bahnhof Bludenz statt. Auf dem Areal am Levner Weiher befinden sich auch die Räumlichkeiten des Eisenbahnersportvereines.

## Literaten im Bahnhof Feldkirch

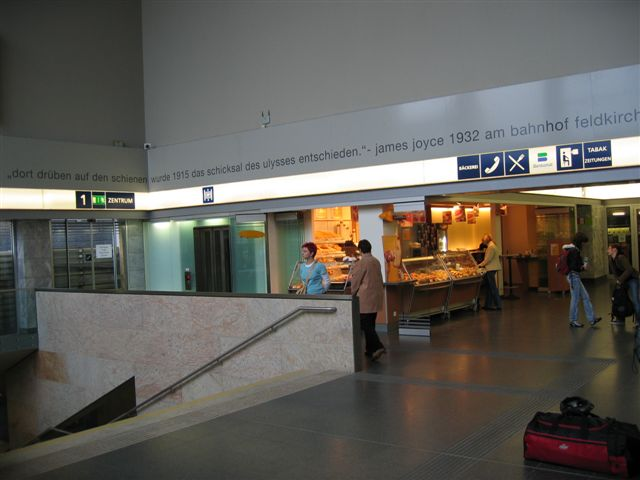
James-Joyce-Zitat-Leiste in der Feldkircher Bahnhofshalle

### James Joyce
Seit dem Bloomsday 1994 ist in der Bahnhofshalle von Feldkirch ein James-Joyce-Zitat zu lesen, das die besondere Verbindung des irischen Schriftstellers mit der Montfort-Stadt betont. Dank einflussreicher Freunde konnte Joyce, der 1915 weltkriegsbedingt als „feindlicher Ausländer“ betrachtet wurde, mit seiner Lebensgefährtin Nora Barnacle und den beiden gemeinsamen Kindern aus Österreich ausreisen, während sein Bruder Stanislaus Joyce bereits Anfang 1915 in Triest als „feindlicher Ausländer“ verhaftet wurde und auf Weltkriegsdauer inhaftiert blieb. Bei der Grenzkontrolle in Feldkirch wurde Joyce um ein Haar verhaftet, weshalb sich nach seinen Worten am Bahnhof von Feldkirch das Schicksal seines Romanes Ulysses entschieden hat. Ende 2001 haben die ÖBB die vom Kulturkreis Feldkirch über den Fahrkartenschaltern montierte Gedenktafel durch eine auffällige Präsentation des ins Deutsche übersetzten literarhistorischen Joyce-Zitates (Over there, on those tracks the fate of ‚Ulysses‘ was decided in 1915.) ersetzt, womit die ÖBB wesentlich zur Popularisierung und Verbreitung des jahrzehntelang verborgenen Sachverhaltes beitragen.

### Stefan Zweig
Der österreichische Schriftsteller Stefan Zweig behauptet in seinen „Die Welt von Gestern“ betitelten Memoiren, dass er 1919 am Bahnhof Feldkirch Augenzeuge gewesen sei, als Karl I. von der Republik Österreich ins Schweizer Exil abgeschoben wurde.

„Bei der Rückkehr nach Österreich über die Grenzstation Feldkirch stand mir ein unvergeßliches Erlebnis bevor. Schon beim Aussteigen hatte ich eine merkwürdige Unruhe bei den Grenzbeamten und Polizisten wahrgenommen. Es kam der Glockenschlag, der das Nahen eines Zuges ankündigte. Die Polizisten stellten sich auf, alle Beamten eilten aus ihren Verschlägen. Langsam, majestätisch rollte der Zug heran, ein Zug besonderer Art, ein Salonzug. Die Lokomotive hielt an. Eine fühlbare Bewegung ging durch die Reihen der Wartenden, ich wußte immer noch nicht warum.
Da erkannte ich hinter der Spiegelscheibe des Waggons hoch aufgerichtet Kaiser Karl, den letzten Kaiser von Österreich und seine schwarzgekleidete Gemahlin, Kaiserin Zita. Ich schrak zusammen: Der letzte Kaiser von Österreich, der Erbe der habsburgischen Dynastie, die siebenhundert Jahre das Land regiert, verließ sein Reich! Weil er die formelle Abdankung verweigerte, hatte die Republik seine Abreise erzwungen. Nun stand der hohe ernste Mann am Fenster und sah zum letzten Mal die Berge, die Häuser, die Menschen seines Landes. …“

### Carl Zuckmayer

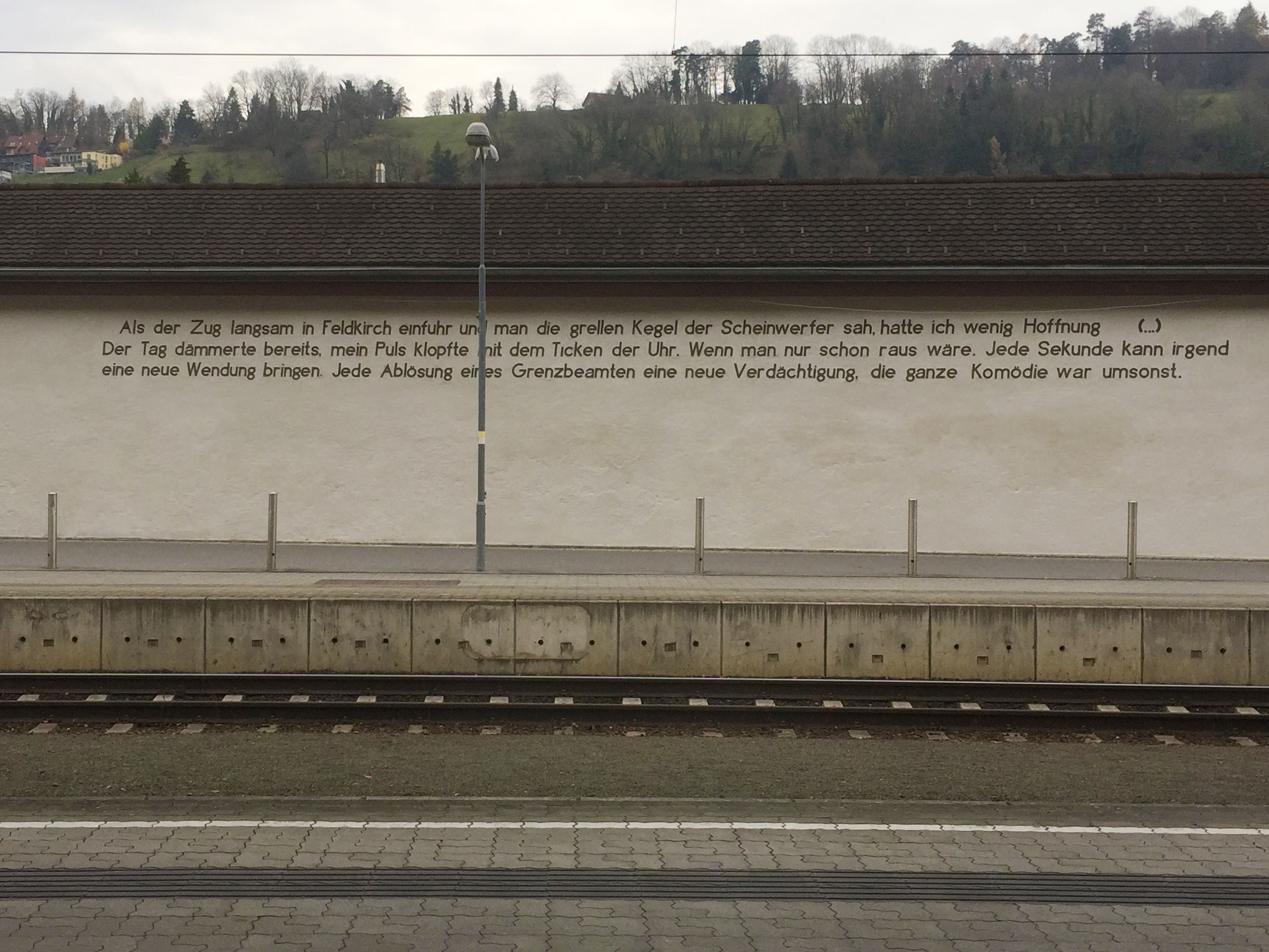
Carl-Zuckmayer-Zitat am Feldkircher Bahnhof (2016)

Der deutsche Dichter Carl Zuckmayer (1896–1977) flüchtete auch über den Bahnhof Feldkirch in die Schweiz. Ein paar diesbezügliche Sätze aus seinen „Erinnerungen“ Als wär’s ein Stück von mir stehen auf einer Friedhofsmauer am Bahnhof:

„Als der Zug langsam in Feldkirch einfuhr und man den grellen Kegel der Scheinwerfer sah, hatte ich wenig Hoffnung. […] Der Tag dämmerte bereits. Mein Puls klopfte mit dem Ticken der Uhr. Wenn man nur schon ’raus wäre. Jede Sekunde kann irgendeine neue Wendung bringen, jede neue Ablösung eines Grenzbeamten eine neue Verdächtigung, und die ganze Komödie war umsonst.“

## Personen
- Elmar Steurer (1924–2011), Bahnhofsvorstand[27] und Abgeordneter des Vorarlberger Landtags sowie ab 1970 dessen zweiter Vizepräsident.